# Omira Estácia
Omira Estácia Neta es una deportista brasileña que compite en piragüismo en la modalidad de eslalon. Ganó una medalla de plata en el Juegos Panamericanos de 2023, en la prueba de K1 individual.

## Palmarés internacional
| Juegos Panamericanos | Juegos Panamericanos | Juegos Panamericanos | Juegos Panamericanos |
| Año                  | Lugar                | Medalla              | Competición          |
| -------------------- | -------------------- | -------------------- | -------------------- |
| 2023                 | Santiago (Chile)     | Medalla de plata     | K1 individual        |